# Идирисов, Куттыхожа
Куттыкожа Идирисов (каз. Құттықожа Ыдырысов; род. 1 июня 1951; Яны-Курганский район, Кызылординская область, СССР) — казахстанский политический деятель, депутат Мажилиса Парламента Республики Казахстан IV и V созывов (2010—2016).

## Биография
Родился 1 июня 1951 года в Жанакорганском районе Кызылординской области.
В 1974 году окончил экономический факультет Алма-Атинского института народного хозяйства.
С 1976 по 1984 год — бухгалтер расчетного стола, главный экономист совхоза Тугускенский Жанакорганского района Кзыл-Ординской области.
С 1984 по 1986 год — бухгалтер-ревизор, начальник отдела Кзыл-Ординского областного управления сельского хозяйства.
С 1986 по 1995 год — старший ревизор-инспектор отдела финансирования агропромышленного комплекса, начальник отдела, заместитель, первый заместитель начальника Кзыл-Ординского областного финансового управления.
С 1995 по 2004 год — начальник Кзылординского областного управления Казначейства Министерства финансов Республики Казахстан.
С 2004 по 2008 год — заместитель акима Кызылординской области.
С 2008 по 2010 год — начальник управления финансов Кызылординской области.
С 14 апреля 2010 по 7 декабря 2011 года — депутат Мажилиса Парламента Республики Казахстан IV созыва по партийному списку НДП «Нур Отан», член Комитета по финансам и бюджету.
С 18 января 2012 по 20 марта 2016 года — депутат Мажилиса Парламента Республики Казахстан V созыва по партийному списку НДП «Нур Отан», член Комитета по финансам и бюджету.

## Семья
Женат. Супруга — Мустафаева Рабат (1952 г.р.), дети: сын Баглан (1983 г. р.), дочери — Гульнара (1979 г.р.) и Динара (1987 г.р.).

## Награды
- 2001 — Медаль «10 лет независимости Республики Казахстан»
- 2004 — Нагрудный знак «Отличник финансовой службы Республики Казахстан»
- 2005 — Медаль «10 лет Конституции Республики Казахстан»
- 2006 — Медаль «10 лет Парламенту Республики Казахстан»
- 2006 — Медаль «Ерен Еңбегі үшін»
- 2007 — Нагрудный знак «15 лет полиции РК»
- 2011 — Медаль «20 лет независимости Республики Казахстан»[1]
- 2014 — Орден Курмет за заслуги перед государством и активную общественную деятельность.[4]